# PGC 42844
LEDA/PGC 42844 ist eine Spiralgalaxie  vom Hubble-Typ Sab mit hoher Sternentstehungsrate im Sternbild Großer Bär am Nordsternhimmel. Sie ist schätzungsweise 227 Millionen Lichtjahre von der Milchstraße entfernt und hat einen Durchmesser von etwa 75.000 Lichtjahren. Vom Sonnensystem aus entfernt sich das Objekt mit einer errechneten Radialgeschwindigkeit von näherungsweise 5.000 Kilometern pro Sekunde.
Gemeinsam mit PGC 42841 bildet sie das gravitativ gebundene Galaxienpaar Holm 452 oder KPG 354 und gilt als Teil der zehn Mitglieder zählenden der Lyons Groups of Galaxies LGG 300 um NGC 4686. Im selben Himmelsareal befinden sich unter anderem die Galaxien NGC 4646, NGC 4669, PGC 214022, PGC 2487305.